# تاسیوا
تاسیوا (روسی: Тасе́ева؛ IPA: [tɐˈsʲeɪvə]) یک رودخانه در سرزمین کراسنویارسک کشور روسیه است.